# Mohammad Bagher Kharazi

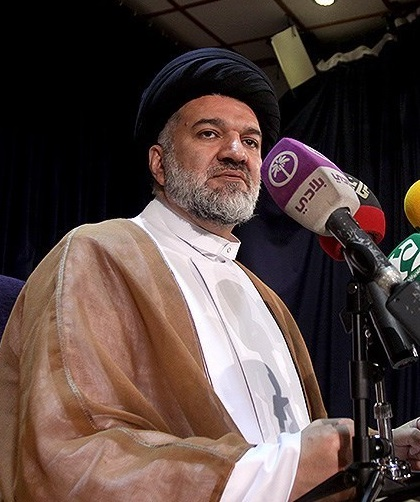
Mohammad Bagher Kharazi

Mohammad Bagher Kharrazi (nascido em 26 de junho de 1961) é um clérigo iraniano e um candidato às eleições presidenciais realizadas em junho de 2013. Sua nomeação foi rejeitada pelo Conselho dos Guardiões.

## Vida e educação
Kharrazi nasceu em 26 de junho de 1961. Foi educado em Qom.

## Carreira e atividades políticas
Kharazi é secretário geral do Hezbollah do Irã. Ele foi nomeado para este cargo em 1990. Ele é dono de um jornal com o mesmo nome da organização. Ele é um professor religioso e um de seus alunos é Mojtaba Khamenei.
Ele candidatou-se às eleições presidenciais que se realizaram em 2013. Ele foi registrado para as eleições em 9 de maio de 2013. No entanto, sua candidatura foi rejeitada pelo Conselho Guardião do Irã em 21 de maio de 2013.

### Posições
Em fevereiro de 2013, Kharazi afirmou: "Se eu for eleito presidente, retribuirei as terras do Tajiquistão, da Armênia e do Azerbaijão, que foram separadas do Irã". O Irã perdeu estas terras ao Czarado da Rússia no século XIX.